# 한스 칼름
한스 칼름(Hans Kalm, 1889년 4월 21일~1981년 2월 1일)은 에스토니아의 군인, 의사이다. 러시아 제국, 백핀란드, 에스토니아 육군에서 복무했다.
그의 성 "칼름"은 핀우그리아어파의 조어에서 죽음을 뜻하는 "칼마(Kalma)"와 어원적으로 관련이 있다. 1914년 징병되어 러시아 제국군으로서 1차대전에 종군하다 혁명으로 제정이 망하자 에스토니아와 한핏줄인 핀란드로 갔다.
1917년 우익 민병대인 핀란드 백위대에 들어갔고 주로 애흐태리와 에보 출신의 산림감시원, 학생들로 이루어진 1개 대대를 이끌게 된다. 1918년 내전이 발생하자 칼름의 대대는 그해 3월 쿠흐모이넨을 공격해 적군 부상병 11명과 간호사 2명을 죽이면서 악명을 떨치기 시작했다.
5월에 라흐티 전투가 막강한 독일군의 도움을 받은 백군의 압승으로 끝나고 3만여명이 포로로 잡혔다. 이 중 적위대원은 800여명이고 나머지 2만 명 이상은 자위적으로 무장한 난민들이었다. 포로들은 여러 수용소에 분산수용되었는데, 칼름의 대대는 헨날라 수용소를 맡았다. 칼름 대대는 헨날라 수용소에서 적법한 재판도 없이 500여명을 즉결처형했다. 그 중 200명 이상은 여자였다. 여자들은 처형되기 전 강간당했고, 가장 어린 피해자는 14살이었다. 칼름 본인도 포로로 잡힌 적위대 간부 알리 알토넨을 손수 사살했다는 설이 있다.
핀란드 내전이 백군의 승리로 끝나자 칼름은 백위대에서 퇴역하고 에스토니아 독립전쟁에서 핀란드인 의용병 연대를 지휘했다. 이후 1923년에서 1932년 사이에 미국에서 의학을 공부해 의사 면허를 땄다. 핀란드로 돌아간 뒤 동종요법, 사우나 등 대체의학에 빠졌다.
2차대전이 일어나자 핀란드의 나치조직인 핀란드 국민사회주의 노동기구(KTJ)에서 열성적으로 활동했다. 피액새매키에서 잠시 포로수용소장을 지낸 적이 있는데, 독일이 패망하자 수용소의 포로학대와 관련해 제 발이 저렸는지 스웨덴을 거쳐 미국으로 도피, 잠적한다. 이 잠적 기간 동안 사우스캐롤라이나에 있었다고도 하고 멕시코에 있었다고도 한다.
1957년 핀란드로 귀국한 칼름은 동종요법을 하면서 계속 의사 노릇을 했다. 칼름의 의사 면허는 1974년에야 취소되었다. 실업자가 되자 이위배스퀼래의 아들 집에 얹혀 살다 1981년 죽었다. 향년 91세.